# Mikel Artetxe
Mikel Artetxe Gezuraga (Larrabetzu, 24 september 1976) is een Spaans voormalig wielrenner.

## Belangrijkste overwinningen
1996
- Spaans Kampioenschap Veldrijden, Beloften

1997
- Spaans Kampioenschap Veldrijden, Beloften

2001
- 5e etappe Ruta del Sol

2002
- 5e etappe Troféu Joaquim Agostinho-GP de Ciclismo de Torres Vedras

2006
- 4e etappe Ronde van Asturië

## Resultaten in voornaamste wedstrijden
| Jaar | Ronde van Italië | Ronde van Frankrijk | Ronde van Spanje |
| ---- | ---------------- | ------------------- | ---------------- |
| 2001 |                  |                     |                  |
| 2002 |                  |                     | 86e              |
| 2003 |                  | 80e                 |                  |
| 2004 |                  |                     | 108e             |

| Jaar | Milaan-San Remo | Ronde van Vlaanderen | Luik-Bast.‑Luik | Ronde van Lombardije | Parijs-Tours | Waalse Pijl |
| ---- | --------------- | -------------------- | --------------- | -------------------- | ------------ | ----------- |
| 2001 | 60e             |                      | 86e             |                      |              | 64e         |
| 2002 | 58e             |                      |                 | 48e                  | 57e          |             |
| 2003 |                 |                      |                 |                      |              | 98e         |
| 2004 |                 | 97e                  | 88e             |                      | 107e         | 115e        |